# Студена (Хасковская область)
Студена (болг. Студена) — село в Болгарии. Находится в Хасковской области, входит в общину Свиленград. Население составляет 650 человек.

## Политическая ситуация
В местном кметстве Студена, в состав которого входит Студена, должность кмета (старосты) исполняет Желё Димитров Станков (Граждане за европейское развитие Болгарии (ГЕРБ)) по результатам выборов правления кметства.
Кмет (мэр) общины Свиленград — Георги Стоянов Манолов (инициативный комитет) по результатам выборов в правление общины.